# Dieter Hertel
Ernst Dieter Hertel (* 7. Januar 1948 in Werdohl) ist ein deutscher Klassischer Archäologe.

## Leben
Dieter Hertel wurde 1978 an der Universität Bonn bei Nikolaus Himmelmann promoviert. Das Thema seiner Dissertation war Untersuchungen zu Stil und Chronologie des Kaiser- und Prinzenporträts von Augustus bis Claudius. 1978/1979 erhielt er das Reisestipendium des Deutschen Archäologischen Instituts. Von 1980 bis 1984 war er als wissenschaftliche Hilfskraft am Deutschen Archäologischen Institut Madrid tätig, von 1984 bis 1990 als wissenschaftlicher Mitarbeiter am Archäologischen Institut der Universität zu Köln, wo er sich 1994 auch mit einer Arbeit zum Thema Eine Stadt als Zeugnis ihrer Geschichte. Troia/Ilion in griechischer und hellenistisch-römischer Zeit habilitierte. Seitdem ist er am Archäologischen Institut in Köln tätig, zunächst als Privatdozent, seit 2003 als außerplanmäßiger Professor. Zwischenzeitlich lehrte er von 1997 bis 2001 als Dozent und Vertretungsprofessor auch an der Ludwig-Maximilians-Universität München.
Hertel ist Fachmann für die römischen Porträtplastik und die Archäologie Nordwest-Kleinasiens. Er gehört zu den Kritikern einer allzu historischen Interpretation der Ilias Homers und steht somit in der Tübinger Troja-Debatte auf der Seite der Korfmann-Kritiker. Hertel nahm selbst mehrfach an Ausgrabungen in Troja teil und veröffentlichte mehrere Bücher zu dieser Thematik. Er ist korrespondierendes Mitglied des Deutschen Archäologischen Instituts.

## Schriften (Auswahl)
- Untersuchungen zu Stil und Chronologie des Kaiser- und Prinzenporträts von Augustus bis Claudius. Dissertation, Universität Bonn, 1982.
- mit Jürgen Untermann (Hrsg.): Andalusien zwischen Vorgeschichte und Mittelalter (= Forum Ibero-Americanum. Band 7). Böhlau, Köln/Weimar/Wien 1992, ISBN 3-412-02992-0.
- mit Michael Blech und Theodor Hauschild: Mulva III. Das Grabgebäude in der Nekropole Ost, die Skulpturen, die Terrakotten (= Madrider Beiträge. Band 21). Philipp von Zabern, Mainz 1993, ISBN 3-8053-1517-1.
- Troia. Archäologie, Geschichte, Mythos (C. H. Beck Wissen). C. H. Beck, München 2001, ISBN 3-406-44766-X (2. Auflage 2002, 3. Auflage 2008; auch in italienischer und spanischer Übersetzung).
- Die Mauern von Troia. Mythos und Geschichte im antiken Ilion. C. H. Beck, München 2003, ISBN 3-406-50444-2 (überarbeitete Habilitationsschrift).
- Das frühe Ilion. Die Besiedlung Troias durch die Griechen (1020–650/25 v. Chr.) (= Zetemata. Heft 130). C. H. Beck, München 2008, ISBN 978-3-406-56485-7.
- Die Bildnisse des Tiberius (= Das römische Herrscherbild. Band I 3). Reichert, Wiesbaden 2013, ISBN 978-3-89500-917-4.
- mit Sigrid Deger-Jalkotzy: Das mykenische Griechenland. Geschichte, Kultur, Stätten (C. H. Beck Wissen). C. H. Beck, München 2018, ISBN 978-3-406-72726-9.